# Lugal-zagesi
Lugal-zagesi ou Lugal-Zaggisi (LUGAL.ZAG.GE.SI,   lugal-zag-ge4-si « roi qui emplit le sanctuaire ») est un roi sumérien de la seconde moitié du XXIVe siècle av. J.-C. Tout d'abord ensí (souverain) d'Umma (ville de Mésopotamie située à 45 km au nord d'Uruk), puis roi d'Uruk, il devient ensuite à la fois le premier unificateur du pays de Sumer et le dernier roi sumérien avant sa conquête par l'Akkadien Sargon. 
Pour cette période reculée, la chronologie est débattue : selon certaines propositions il régna vers 2340-2316 av. J.-C., selon d'autres vers 2359-2335 av. J.-C., ou encore vers 2295-2271 av. J.-C. selon la chronologie courte (en)). Une proposition de 2015 établit la durée de son règne à environ 25 ans, d'environ 2316 à 2292 av. J.-C.

## Biographie
Une période de troubles suit la mort d'Enannatum Ier, roi de Lagash, vers 2425 av. J.-C. Lugal-zagesi en profite pour renverser le roi usurpateur Urukagina et conquérir la ville de Girsu, capitale de Lagash, l'ennemi traditionnel d'Umma. Il s'empare ensuite d'Ur, Nippur et Larsa puis d'Uruk, dont il fait sa capitale. Il devient roi de Sumer. Lugal-zagesi figure comme le seul roi de la Troisième dynastie d'Uruk dans la Liste royale sumérienne où il est indiqué que son règne a duré vingt-cinq ans puis que la royauté a été transférée à Akkad. En effet dans les années qui suivent cette première unification de Sumer, Sargon d'Akkad, prend le pouvoir à Kish puis marche sur la puissante Uruk. Sa victoire est certainement une surprise pour beaucoup. 
Lugal-zagesi est capturé, emmené dans un carcan pour être exposé à la porte du temple d'Enlil à Nippur durant le triomphe de son vainqueur. Le roi déchu y est exécuté. Ce moment marque le début de la domination akkadienne sur la Mésopotamie.